# Endemic Bird Area
Als Endemic Bird Area (EBA, deutsch: Gebiet endemischer Vögel) bezeichnet die Vogelschutzorganisation BirdLife International schützenswerte Lebensräume von Vogelarten, die nur in einem begrenzten Bereich von maximal 50.000 km² vorkommen, also nur eine beschränkte Verbreitung haben.

## Hintergrund
In solchen EBAs kommen mindestens zwei endemische Vogelarten vor. Im Biodiversitätsprojekt von BirdLife International im Jahr 1987 wurden weltweit 218 EBAs festgelegt. Daneben definierte man Regionen mit nur einer Vogelart mit beschränkter Verbreitung als secondary Endemic Bird Area.
In den EBAs leben weltweit 93 % der Vogelarten mit beschränkter Verbreitung. Die Hälfte aller dieser Vogelarten ist gefährdet, beziehungsweise gering gefährdet, während die andere Hälfte aufgrund der kleinen Größe ihrer Lebensräume auch durch den möglichen Verlust oder Verkleinerung bedroht ist. Neben den Vogelarten sind die EBAs auch zum Schutz anderer Tier- und Pflanzenarten von Bedeutung. Sie decken zwar nur 5 % der Weltfläche ab, beherbergen aber einen großen biologischen Reichtum, die sie für die Erhaltung des Ökosystems wichtig machen.
Bei den meisten EBAs handelt es sich um Wälder, besonders tropische Flachlandwälder und Nebelwälder im Hochland, oft auf Inseln und Bergketten. Etwa 77 % befinden sich in den Tropen und Subtropen. Die Größen variieren zwischen wenigen Quadratkilometer und über 100.000 km².